# Вкус хлеба
«Вкус хлеба» — советская широкоформатная киноповесть Алексея Сахарова 1979 года. Посвящена 25-летию начала освоения целины.

## Сюжет
Действие фильма построено на раскрытии судеб трёх героев: директора совхоза Степана Сечкина, партийного работника Владимира Ерошина и учёного-агронома Сергея Игнатьева.
Киноповесть «Вкус хлеба» состоит из 4 фильмов:
- «Хлеб наш насущный»
- «Хлеб и земля»
- «Хлеб и люди»
- «Хлеб отечества».

В фильме показаны приезд на целину — малообжитое место, практически без инфраструктуры, первоначальная распашка целины, проблемы освоения целины — борьба с сорняками, «чёрные бури», централизованное повсеместное внедрение кукурузы, изобретение и внедрение безотвальной вспашки (фактически — «безотвальной обработки почвы по методу академика ВАСХНИЛ Терентия Семёновича Мальцева»), использование при освоении целины лиц, отбывших заключение.
Фильм вышел практически одновременно с книгой Л. И. Брежнева «Целина», поэтому многими воспринимался как иллюстрация к этой книге. В первоначальном литературном сценарии даже присутствовал эпизод с встречей главного героя и Л. И. Брежнева — секретаря ЦК КП Казахстана, но в экранном варианте он отсутствует.

## В ролях
- Сергей Шакуров — директор целинного совхоза «Бескрайний» Степан Алексеевич Сечкин
- Валерий Рыжаков — секретарь целинного райкома партии Владимир Петрович Ерошин
- Эрнст Романов — учёный-агроном Сергей Васильевич Игнатьев
- Николай Еременко (старший) — Веденин
- Любовь Полехина — Саша Сечкина
- Асанали Ашимов — Камал Айкенов
- Наталья Аринбасарова — Камшат Сатаева
- Анатолий Азо — Илья Коперник
- Леонид Дьячков — Юрий Григорьевич Калашников
- Иван Агафонов — Коровин
- Владимир Любимов — Захар Васильевич Казаков, заместитель министра совхозов СССР

## Награды, номинации, фестивали
Государственная премия СССР, 1980 год: Наталья Аринбасарова, Нуржуман Ихтымбаев, Александр Лапшин, Идрис Ногайбаев, Эрнст Романов, Валерий Рыжаков, Алексей Сахаров, Александр Толкачёв, Рудольф Тюрин, Валентин Черных, Сергей Шакуров.